# Spaceman contro i vampiri dello spazio
Spaceman contro i vampiri dello spazio (Sûpâ jaiantsu - Kaiseijin no majô) è un film del 1957 diretto da Teruo Ishii.
Si tratta di un condensato franco-italiano del terzo e quarto episodio della serie di cortometraggi del supereroe giapponese Sūpā Jaiantsu, interpretato da Ken Utsui, conosciuto in Italia come Spaceman.